# Corallovexiidae
Corallovexiidae – rodzina skorupiaków z podgromady widłonogów z rzędu Cyclopoida. Obejmuje dwa opisane rodzaje o silnie zmodyfikowanym ciele, przystosowanym do endopasożytnictwa w koralach madreporowych.

## Taksonomia i odkrycie
Rodzina, a także oba zaliczane doń rodzaje i wszystkie ich gatunki opisane zostały w 1975 roku przez Jana Hendrika Stocka w pojedynczej publikacji. Odkrycia tych zwierząt dokonał on w ramach prowadzonych od listopada 1973 do kwietnia 1974 roku przez Caribbean Marine Biological Institute badań nad koralowcami Morza Karaibskiego u wybrzeży Curaçao. Badania te jako pierwsze doprowadziły do stwierdzenia widłonogów pasożytujących na koralach mandreporowych na terenie Karaibów.
Do rodziny tej należy 10 opisanych gatunków, zgrupowanych w dwóch rodzajach:
- Corallonoxia Stock, 1975
- Corallovexia Stock, 1975

Rodzina ta klasyfikowana jest w podrzędzie Ergasilida (syn. Poecilostomatoida), obejmującym liczne komensale i pasożyty zwierząt kręgowych i bezkręgowych. Stock jako przypuszczalnie najbliżej spokrewnione z Corallovexiidae wymienia rodziny Antheacheridae i Mytilicolidae.

## Morfologia
Przedstawiciele rodziny osiągają 2–5 mm długości ciała, będąc stosunkowo dużymi widłonogami. Dymorfizm płciowy jest u nich dobrze wyrażony. Ciała ich są półprzezroczyste do opalizujących, ubarwione brudnobiało, czasem z odcieniem żółtawym. W części głowowej widoczna jest kropka o czarniawym zabarwieniu, reprezentująca przypuszczalnie ich mózg.
Pierwszą tagmę stanowi głowotułów (cefalosoma), powstały ze zrośnięcia się głowy i pierwszego segmentu tułowia. Czułki pierwszej pary mają nabrzmiałe części nasadowe i, oddzielone od nich niefunkcjonalnymi stawami, palcowate, jednoczłonowe części odsiebne. Części nasadowe mają po 1–2 drobnych kolcach przednich, zaś części odsiebne zaopatrzone są w jeden drobny, położony przedwierzchołkowo wyrostek kolczysty. Czułki drugiej pary mają wsparty systemem sklerytów bazipodit oraz chwytny, zakończony pazurkowatym segmentem endopodit. Warga górna wyodrębniona jest dość dobrze, w przeciwieństwie do wargi dolnej. Otwór gębowy ma kształt mniej więcej czworokątny. Narządy gębowe samic z rodzaju Corallovexia obejmują szczęki drugiej pary w formie niezróżnicowanych płatów, a zwykle także uwstecznione żuwaczki. U samic z rodzaju Corallonoxia zachowały się tylko szczęki drugiej pary, i to w formie szczątkowej. U samca jedyną parą przydatków gębowych są szczękonóża ze skomplikowanym systemem sklerytów oralnych wspierających ich bazipodity. Dwa z tych sklerytów leżą naprzeciwko pazura kończącego bazipodit, tworząc wraz z nim aparat chwytny. Są to: liniowaty skleryt alfa o skośnym przebiegu oraz szpatułkowaty skleryt beta. Ponadto występują dwa elementy w kształcie połówek jaja: osadzony na bazipodicie wyrostek stawowy (artryt) i odpowiadający mu skleryt gamma. W kierunku doogonowym rejon gębowy odgranicza U- lub V-kształtny skleryt delta.
Segmenty tułowiowe od drugiego wzwyż budują długą, robakowatą metasomę (pereon), oddzieloną od głowotułowia połączeniem stawowym. U samicy jej segmenty mają w tylnych częściach mięsiste wyrostki boczne, zwane pereonitami; występuje ich łącznie od czterech do sześciu par. Odnóża tułowiowe drugiej i trzeciej pary (pereopody pierwszej i drugiej pary) uwstecznione są do formy niesegmentowanej, kulistawej, natomiast pozostałych par brak zupełnie.
Odwłok (urosoma) u samca jest bardzo długi, robakowaty, nieodgraniczony od metasomy. U samicy jest on natomiast bardzo krótki, niemal zanikły, oddzielony od metasomy połączeniem stawowym, zwieńczony furką, która u Corallonoxia jest bardzo długa i rozgałęziona, a u Corallovexia krótka i nierozgałęziona. Wulwy samicy leżą między metasomą a odwłokiem.

## Biologia i ekologia
Przedstawiciele rodziny są wyspecjalizowanymi pasożytami wewnętrznymi korali mandreporowych. Wśród ich żywicieli wymienia się przedstawicieli rodzajów: Acropora, Colpophyllia, Dendrogyra, Diploria, Eusmilia, Manicina, Meandrina, Montrastraea. Atakowaną częścią ciała jest przede wszystkim mezoglea, jednak znajdywano je też między mezenteriami jamy chłonąco-trawiącej. Potrafią osiągać w ciele żywiciela duże liczebności; u silnie zainfekowanych Meandrina nawet 25% masy kolonii stanowią widłonogi z rodzaju Corallonoxia.
Brak u tych widłonogów woreczków jajowych, co sugeruje, że składają one jaja luźno w tkankach żywiciela. Ponadto Stock przypuszcza, na podstawie licznego występowania Corallonoxia w jednych koloniach Meandrina i ich braku w innych, że widłonogi te są w stanie przejść cały cykl rozwojowy w ciele gospodarza, pomijając pelagiczny etap życia larwy.

## Występowanie
Rodzina znana wyłącznie z raf koralowych u wybrzeży Curaçao w Małych Antylach.